# Косенко Олександр Дмитрович
Косенко Олександр Дмитрович (19 березня 1904 — 18 листопада 1937) — поет, педагог, журналіст, освітній діяч.

## Біографія
Народився в селі Великі Будища Зіньківського повіту.
Заповітною мрією хлопця з бідної багатодітної сім'ї було стати вчителем. Закінчивши семирічку (вдома опанувавши два початкових класи), полтавський педтехнікум та Інститут народної освіти.
Працювати почав 1927 року у село Білики учителем української мови, а  через рік став директором школи.
Ще в інститутські роки у юнака проявився інтерес до написання віршів. Уже тоді поезії студента звучали в сільських будинках, виконувались шкільними хорами.
Працюючи вчителем, О. Косенко не поривав з поезією. Знайомство з письменниками П. Капельгородським,  Ю. Яновським, Ю. Смоличем, М. Залкою, О. Ковінькою, які часто відпочивали в Біликах, сприяло і заохочувало його до творчості. Особливо дружні стосунки склалися з М. Залкою та О. Ковінькою. Тривалий час товаришував з  М. Зеровим. Хоч різниця у віці становила 14 років, вони були близькими по духу і способу мислення.
Косенко мало не щодня друкувався на сторінках обласних газет. Публікації гарно сприймались читачами, і невдовзі його взяли в штат обласної газети кореспондентом. Але, на жаль, не всім подобались його фейлетони, викривальні статті, якими він нажив собі чимало недругів.
Олександру Дмитровичу довелось працювати в окружному відділі народної освіти, лектором міськкому партії, викладати у партшколі, завідувати міським відділом освіти та ін. Під час виступів він говорив запально, лірично, переконливо, вмів щирим словом заворожити будь-яку аудиторію.
У 1932 наш земляк став членом літературного об'єднання «Плуг», у нього вийшла книга поезій, його обрали головою Спілки письменників Полтавщини. На той час ця посада була надзвичайно високою. Отже, ворогам справді було чому заздрити.
1934 рік для письменника став початком фатальних подій, що шалено розкручувались за допомогою різних анонімок, заяв «доброзичливців», заздрісників. Двічі його виключали з ВКП(б) за націоналістичні погляди, втрату класової пильності і нещирість, і двічі вдавалось поновлюватись в її рядах.
Але дуже скоро О. Косенко відчув, що зашморг все ж затягується  все тугіше. Він виїхав до Харкова, але перехитрити НКВС не вдалось.
30 жовтня 1937 року його заарештували. На допитах, застосовуючи незаконні методи, вибили «зізнання», що ніби він — активний учасник української антирадянської націоналістичної групи, яка ставила перед собою завдання створювати диверсійні групи на залізничному транспорті, підготовку диверсійних актів та інше.
15 листопада   Олександра Косенка засудили до розстрілу. Вирок було виконано через три дні.
Реабілітовано поета і педагога у грудні 1963 року.